# Leonid Cypkin
Leonid Borisovič Cypkin (in russo Леонид Борисович Цыпкин?, Leonid Borisovič Cypkin; Minsk, 20 marzo 1926 – Mosca, 20 marzo 1982) è stato uno scrittore e medico sovietico, noto soprattutto per il suo romanzo Estate a Baden-Baden.

## Biografia
Leonid Cypkin nacque nel 1926 a Minsk —attualmente capitale della Bielorussia; ma nel 1926 capitale della Repubblica Socialista Sovietica Bielorussa, una delle repubbliche costituenti l'Unione Sovietica— da genitori ebrei russi entrambi medici: il padre Boris Naumovič Cypkin era ortopedico, la madre Vera Moiseevna Polâk era pneumologa specializzata in tubercolosi polmonare. Durante il Grande terrore staliniano, suo padre Boris fu arrestato e quindi rilasciato, dopo aver tentato il suicidio, grazie all'intervento di un amico influente; un fratello e due sorelle del padre, anch'essi arrestati, morirono. Pochi anni dopo, quando Minsk cadde in mano all'esercito della Germania nazista, la quasi totalità degli ebrei furono rinchiusi nel grande Ghetto di Minsk; la madre di Boris Naumovič, una sorella e due nipotini di Boris furono così assassinati nel 1941; Boris e i suoi familiari riuscirono invece a lasciare la città e rifugiarsi a Ufa dove Leonid cominciò gli studi di medicina. La famiglia ritornò a Minsk alla fine della guerra, Leonid si laureò nel 1947 e l'anno successivo sposò l'economista Natal'ja Mičnikova; nel 1950 nacque Michail, l'unico figlio.
Le campagne antisemite di Stalin, lanciate nel 1949, spinsero Leonid Cypkin a trasferirsi in un ospedale psichiatrico di provincia. Nel 1957 gli fu permesso di stabilirsi a Mosca ed ebbe l'incarico di ricercatore presto l'Istituto per la Poliomielite e l'Encefalite virale. Le sue ricerche furono numerose e su diversi argomenti: biologia e patologia dei primati, vaccini, risposte dei tessuti tumorali alle infezioni virali. Nel frattempo cominciò a interessarsi privatamente di letteratura: scrisse dapprima poesie, influenzate da Marina Cvetaeva e Pasternak, quindi dagli anni settanta si dedicò alla prosa scrivendo romanzi brevi (Il ponte sul Narač [Most čerez Neroč’] nel 1973, Norartakir nel 1976), vari racconti e soprattutto l'opera più lunga, il romanzo Estate a Baden-Baden dedicato a un episodio della vita di Fëdor Dostoevskij, scritto fra il 1977 e il 1980. Scriveva senza la prospettiva di veder pubblicati i lavori; la cerchia dei lettori non si allargò mai oltre la moglie, il figlio e un paio di colleghi di quest'ultimo. Nel 1966 prese contatto col critico letterario   Andrej Sinjavskij a cui avrebbe voluto mostrare le sue composizioni poetiche, ma l'incontro non avvenne per l'arresto di Sinjavskij.
Nel 1977 suo figlio Michail e la nuora Helena ottennero un visto di uscita dall'URSS per gli Stati Uniti. Come padre di un emigrato Leonid subì vessazioni anche sul luogo di lavoro. dapprima gli tagliarono lo stipendio del 75 per cento e venne isolato, finché nel 1982 non gli fu addirittura più consentito di lavorare. Nel 1979 aveva chiesto un visto di uscita per sé e per la moglie, e due anni dopo la richiesta fu respinta. Proprio in questo periodo Cypkin scrisse il suo capolavoro, Estate a Baden-Baden il cui manoscritto, grazie all'amico Azary Messerer e a due corrispondenti americani dell'United Press International, poté uscire illegalmente dall'URSS. Il 13 marzo 1982 la prima puntata di Estate a Baden-Baden uscì sulla Novaja Gazeta, un settimanale edito a New York per la comunità degli emigrati russi; una settimana dopo, il 20 marzo, giorno del suo cinquantaseiesimo compleanno, Leonid morì per un infarto miocardico acuto.
La notorietà internazionale fu raggiunta da Cypkin solo molti anni dopo la morte. Nel 2001 la scrittrice americana Susan Sontag scoprì, «rovistando in un bidone di tascabili usati dall'aria malmessa davanti a una libreria di Charing Cross Road, a Londra», Estate a Baden-Baden «tra i più belli, originali e entusiasmanti di un intero secolo di narrativa». La folgorante recensione della Sontag permise la scoperta dell'opera di Cypkin.

## Opere
Leonid Borisovič Cypkin scrisse oltre un centinaio di articoli scientifici su riviste mediche russe, alcuni dei quali sono registrati nell'Index Medicus/MEDLINE. Fra le opere letterarie:
- Estate a Baden-Baden (Leto v Badene), traduzione dal russo di Margherita Crepax, Introduzione di Susan Sontag, Milano, Rizzoli, 2003, ISBN 88-17-87151-6; Collana Biblioteca, Vicenza, Neri Pozza, 2021, ISBN 978-88-545-2039-4.
- Il ponte sul Narač, Norartakir, e altri racconti, trad. in lingua inglese di Jamey Gambrell: The Bridge Over the Neroch: And Other Works, New York, New Directions, 2013, ISBN 978-08-11-21661-6.